# Lisa Schöppl
Lisa Schöppl (* 11. Januar 2000 in Regensburg) ist eine deutsche Fußballspielerin, die seit dem 2. September für das Sportteam der West Virginia University Fußball spielt.

## Karriere

### Vereine
Schöppl begann beim FC Oberhinkofen im gleichnamigen Gemeindeteil von Obertraubling im Landkreis Regensburg mit dem Fußballspielen. Über die Frauenfußballabteilung des SC Regensburg gelangte sie 2012 zum Regensburger Stadtteilverein SV Burgweinting, für den sie bis zum 30. Juni 2014 spielte.
In der Saison 2015/16 bestritt sie drei Punktspiele für die Frauenfußballmannschaft des SSV Jahn Regensburg in der C-Junioren-Regionalliga Süd. Zur Saison 2016/17 vom VfL Wolfsburg verpflichtet, bestritt sie für deren zweite Mannschaft 13 Punktspiele in der 2. Bundesliga Nord, wobei sie am 20. August 2016 (1. Spieltag) beim 5:0-Sieg im Heimspiel gegen den FSV Gütersloh 2009 debütierte. Ihr einziges Tor erzielte sie am 26. März 2017 (15. Spieltag) beim 4:1-Sieg im Heimspiel gegen den Liganeuling 1. FC Union Berlin mit dem Treffer zum 2:1 in der 51. Minute. In der Saison 2017/18, die letzte, die zweigleisig ausgetragen wurde, blieb sie in sechs Punktspielen ohne Torerfolg.
Zur Saison 2017/18 vom SC Sand verpflichtet, spielte sie zunächst für deren zweite Mannschaft in der drittklassigen Regionalliga Süd und bestritt sieben Punktspiele, in denen ihr ein Tor gelang. Für die erste Mannschaft kam sie in der Bundesliga zweimal zum Einsatz; zunächst am 21. Oktober 2018 (5. Spieltag) ab der 81. Minute für Nina Burger beim 3:0-Sieg im Heimspiel gegen Bayer 04 Leverkusen, dann am 25. November 2018 (9. Spieltag) ab der 82. Minute für Diane Caldwell bei der 0:9-Niederlage im Heimspiel gegen den VfL Wolfsburg. Ihr Debüt für die erste Mannschaft gab sie bereits am 9. September 2018 beim 2:1-Zweitrundensieg über den SV 67 Weinberg im DFB-Pokal-Wettbewerb. Im August 2021 gelangte sie in die Vereinigten Staaten nach Morgantown, wo sie an der West Virginia University das Hauptstudienfach Allgemeinmedizin belegt. Für das Sportteam der Mountaineers spielt sie seit dem 2. September 2021 in der Big 12 Conference innerhalb der NCAA Fußball.

### Nationalmannschaft
Schöppl debütierte als Nationalspielerin am 30. Oktober 2013 in Mühlheim am Main beim 6:0-Sieg der U-15-Nationalmannschaft über die Auswahl Schottlands. Ihr erstes Länderspieltor erzielte sie in ihrem letzten Spiel in dieser Altersklasse am 4. Juni 2015 in Domažlice beim 7:0-Sieg über die Auswahl Tschechiens mit dem Treffer zum 5:0 in der 43. Minute. Des Weiteren kam sie auch für die Nachwuchsnationalmannschaften der Altersklassen U-16, U-17, U-19 und U-20 zum Einsatz.